# Юдеркасы
Юдеркасы́ (чув. Йӳтеркасси) — деревня в Моргаушском районе Чувашской Республики. Входит в состав Сятракасинского сельского поселения.

## География
Находится в северо-западной части Чувашии, на расстоянии приблизительно 5 км на юго-восток по прямой от районного центра села Моргауши.

## История
Известна с 1858 года, когда здесь было учтено 52 жителя. В 1906 году отмечено 18 дворов и 94 жителя, в 1926 — 29 дворов и 152 жителя, в 1939—158 жителей, в 1979—138. В 2002 году было 38 дворов, в 2010 — 32 домохозяйства. В 1931 году был образован колхоз «11 лет ЧАССР», в 2010 действовал СПК "Племзавод «Свобода».

## Население
Постоянное население составляло 85 человек (чуваши 100 %) в 2002 году, 92 в 2010.